# Korie Homan
Korie Homan es una exjugadora de tenis en silla de ruedas holandesa. Ganó la medalla de oro en dobles femeninos en los Juegos Paralímpicos de 2008. En 2009, completó el Grand Slam de dobles al ganar los títulos de Australia, Francia, Wimbledon y Estados Unidos junto a Esther Vergeer. Además, también tuvo éxito individual en Grand Slams cuando ganó el título del Abierto de Australia 2010. Es dos veces campeona de dobles Masters y ex número uno del mundo.

## Biografía
Es la más joven de tres hijas, Geke y Wienke son sus hermanas mayores. Estuvo involucrada en un accidente automovilístico a los 12 años en 1998. En 2003, cuando terminó la escuela secundaria, le amputaron la pierna.

## Carrera
Comenzó a jugar tenis en silla de ruedas en mayo de 2000. Durante su primer año de aprendizaje fue a una exposición de Esther Vergeer y tuvo una conversación con su entrenador Aad Zwaan. En septiembre de 2001, comenzó como tenista junior y participó en torneos de Países Bajos. 

### Temporada 2003-2007
Terminó el 2003 siendo la número 23 del ranking individual, aunque no había sido incluida desde comienzo del año.
A principios de 2004, formó parte del equipo holandés que reclamó la copa junior mundial, en Christchurch, Nueva Zelanda. Siguió alcanzando los cuarto de final en el Abierto de Australia, evento de super series. En el Open Checo, se asoció con Jiske Griffioen para obtener el segundo lugar en un torneo de cinco equipos de parejas de todos contra todos.
Inició el 2006 enfrentando a Esther Vergeer en la primera ronda de los Wheelchair Classic 8's en el Abierto de Australia. Perdió un partido interrumpido por lluvia. Al asociarse con Beth Arnoult-Ritthaler, llegó a la semifinal en parejas antes de perder ante Vergeer y Griffioen. En el Abierto de Bélgica, alcanzó ambas finales, perdiendo ante Vergeer en el partido individual, pero ganando en parejas. En la final del DaimlerChrysler Open fue derrotada por Vergeer. En Italia, en el Citta di Livorno ganó los títulos de individuales y dobles. En el US Open de 2006, llegó a la final de la competencia de parejas donde perdió ante Smit. En el Atlanta Open perdió la final individual ante Vergeer. En los cuartos de final del US Open Wheelchair Championships, se convirtió en la primera jugadora desde 2004 en ganar un set a Esther Vergeer, en los cuartos de final, que perdió en tres sets. Llegó a la final en parejas junto a Smit. Terminó en quinto lugar individual en Masters, y fue subcampeona Masters en pareja con Shuker.
En la temporada 2007 perdió las finales individuales  en Sídney, Pensacola, Jambes, Nottingham, Atlanta y los Masters.

### Temporada 2008-2010
Empezó el 2008 perdiendo ambas finales en el Abierto de Australia. Luego llegó a la final en pareja de Sídney antes de que el clima sacara lo mejor del torneo dejando la final sin jugar. En el Abierto de Florida, no pudo evitar que Vergeer ganara un séptimo título, perdiendo la final. También alcanzó la final en pareja. La siguiente semana en el Pensacola Open llegó a la final nuevamente jugando contra Vergeer,  ganó el primer set, pero no pudo consolidarse y perdió la final. También llegó a la final de parejas, donde su equipo ganó solo 2 juegos. El equipo de Homan solo ganó un juego más en la final del Abierto de Japón. En individuales se encontró nuevamente con Vergeer en la final, perdiendo en dos sets apretados. En Roland Garros, llegó a la final, siendo vencida nuevamente por Vergeer. También terminó siendo vencida en la final en pareja. Homan era entonces parte del equipo que retuvo la copa mundial. En el Abierto de Bélgica, se asoció con Vergeer y ganó el título en tres sets en la final. En la final individual, se enfrentó a Vergeer nuevamente y perdió en sets consecutivos. Alcanzó ambas finales en el Abierto Británico, perdiendo ambas. En la final del Mercedes Open jugó contra Vergeer y ganando el primer set por cuarta vez entre los dos, y por primera vez fue por un doble descanso. Sin embargo, Vergeer regresó y derrotó a Homan, venciéndola también en la final en parejas. Ganó su primer título individual del año en el draft del Open de Suiza Walraven en la final. Se unió a Walraven para reclamar los dobles también. En los Juegos Paralímpicos de Verano de 2008, llegó a la final donde casi venció a Vergeer. Homan obtuvo 2 puntos de partido para terminar la racha ganadora de 348 partidos de Vergeer. Sin embargo, Vergeer aguantó y Homan tuvo que conformarse con la plata. En parejas se asoció con Walraven. En la final jugaron contra Griffioen y Vergeer. Por segunda vez inflingieron una pérdida a Griffioen y Vergeer para reclamar la medalla de oro.  En Masters, Vergeer y Homan llegaron a la final nuevamente. Por tercera vez consecutiva, el partido fue a un set final. A diferencia de Beijing, el set final fue unilateral ya que Vergeer se quedó sin el ganador.
En la final del primer Grand Slam del año, irrumpió en un 4-0 contra Vergeer en el primer set antes de perder seis sets seguidos. Luego saltó a una ventaja de 2-0 al comienzo del segundo antes de perder seis set seguidos nuevamente y el partido. Homan se asoció con Vergeer cuando ganaron su primer título de Grand Slam como pareja. Luego viajó a Sídney, donde ganó su primer título individual del Abierto Internacional de Sídney al derrotar a Jiske Griffioen en la final. En la final individual del Pensacola Open, derrotó a Gravellier 7–1 en un desempate en el set final para ganar su segundo título de la serie ITF 1 del año. Gravellier también llevó a Homan a tres sets en los dobles, pero Homan junto a van Koot ganó la decisión. En Roland Garros, Homan y Vergeer reclamaron el título de dobles antes de tener una revancha de su final individual de 2008. Vergeer derrotó a Homan en sets consecutivos. Homan y Vergeer hicieron historia al convertirse en el primer equipo en ganar el Campeonato de Wimbledon. En el evento British Open Super Series, perdió en una final interrumpida por lluvia ante Vergeer en sets consecutivos, antes de unirse a Vergeer para llevarse el título en pareja. Homan nuevamente fue parte del equipo que ganó la Copa Mundial, derrotando a Gran Bretaña en la final. Llegó a la final individual y en pareja del Mercedes Open. Llevó a Vergeer a un set final por primera vez en 2009, antes de perder. Sin embargo, se vengó cuando se unió a Griffioen para vencer a Vergeer y Smit, en tres sets. El Campeonato Abierto de Estados Unidos USTA en silla de ruedas vio a Homan alcanzar ambas finales nuevamente. Ganó los dobles junto a Griffioen, pero se enfrentó a Vergeer por 41.ª vez. Homan y Vergeer fueron al set final por sexta vez en los últimos dos años y la octava vez en las 41 reuniones entre las dos. No comenzó bien perdiendo el primer set 6-0. Sin embargo, mejoró para tomar el segundo antes de caerse en el set final. En el US Open, derrotó a di Toro y Walraven para alcanzar a la final. Al llegar a la final individual, jugó contra Vergeer, quien infligió una doble victoria en bagal (6-0, 6-0) por segunda vez en sus 42 series de partidos. Sin embargo, se asoció con Vergeer en dobles y la pareja ganó el título para completar el Grand Slam como equipo. Se clasificó para el Masters de individuales después de llegar a la final de cada torneo en el que participó desde febrero. Llegó a la final donde jugó contra Vergeer. Homan estaba a un set y 5–2 arriba en el tiebreak del segundo set, a solo dos puntos de terminar la racha de 382 partidos de Vergeer invicta. Desafortunadamente, Vergeer ganó los siguientes cinco puntos para llevarse el desempate 7–5 y luego ganó el set final 6–3. Homan también se clasificó para los masters en pareja, junto a Vergeer después de ganar cinco títulos como equipo, incluido el Grand Slam. La pareja perdió su único set como sociedad en 2009 en su segundo partido, pero luego reclamó el título. Homan fue nombrada la jugadora femenina del año en 2009, ya que obtuvo el 44% de los votos antes de los finalistas conjuntos di Toro y Vergeer.
En ausencia de Vergeer, Homan aprovechó para ganó su primer título de Grand Slam en el Abierto de Australia 2010.

## Retiro
No ha jugado desde su victoria en el Abierto de Australia, ya que en septiembre de 2009 sufrió una caída desagradable, lo que provocó que se le rompieran los ligamentos de la muñeca. La cirugía no es una opción, ya que esto provocaría que pierda la función de su muñeca. Esto la hizo retirarse de los dobles del Abierto de Australia. En julio de 2010, anunció su retiro del deporte debido a la lesión.
Tiene una licenciatura en ciencias biomédicas.  A partir de septiembre de 2010, se inscribió para estudiar Medicina Veterinaria.

## Palmarés

### Finales individuales de Grand Slam
| Posición      | Año  | Campeonato                | Superficie | Adversario          | Puntuación |
| Subcampeonato | 2005 | Abierto de Estados Unidos | Dura       | Esther Vergeer      | 2–6, 1–6   |
| Subcampeonato | 2008 | abierto de Australia      | Dura       | Esther Vergeer      | 3–6, 3–6   |
| Subcampeonato | 2008 | abierto Francés           | Arcilla    | Esther Vergeer      | 2–6, 2–6   |
| Subcampeonato | 2009 | abierto de Australia      | Dura       | Esther Vergeer      | 4–6, 2–6   |
| Subcampeonato | 2009 | abierto Francés           | Arcilla    | Esther Vergeer      | 2–6, 5–7   |
| Subcampeonato | 2009 | Abierto de Estados Unidos | Dura       | Esther Vergeer      | 0–6, 0–6   |
| Ganador       | 2010 | abierto de Australia      | Dura       | Florence Gravellier | 6–2, 6–2   |

### Finales de Grand Slam en dobles
| Posición      | Año  | Campeonato                | Superficie | Compañero           | Adversario                          | Puntuación       |
| Ganador       | 2005 | Abierto de Estados Unidos | Dura       | Esther Vergeer      | Beth Ann Arnoult Jan Proctor        | 6–3, 6–1         |
| Subcampeonato | 2006 | Abierto de Estados Unidos | Dura       | Maaike Smit         | Jiske Griffioen Esther Vergeer      | 4–6, 4–6         |
| Subcampeonato | 2007 | abierto de Australia      | Dura       | Florence Gravellier | Jiske Griffioen Esther Vergeer      | 0–6, 6–3, [6–10] |
| Subcampeonato | 2007 | Abierto de Estados Unidos | Dura       | Sharon Walraven     | Jiske Griffioen Esther Vergeer      | 1–6, 1–6         |
| Subcampeonato | 2008 | abierto de Australia      | Dura       | Sharon Walraven     | Jiske Griffioen Esther Vergeer      | 3–6, 1–6         |
| Subcampeonato | 2008 | abierto Francés           | Arcilla    | Sharon Walraven     | Jiske Griffioen Esther Vergeer      | 4–6, 4–6         |
| Ganadora      | 2009 | abierto de Australia      | Dura       | Esther Vergeer      | Agnieszka Wysocka Katharina Krüger  | 6–1, 6–0         |
| Ganadora      | 2009 | abierto Francés           | Arcilla    | Esther Vergeer      | Annick Sevenans Aniek van Koot      | 6–2, 6–3         |
| Ganadora      | 2009 | Wimbledon                 | Césped     | Esther Vergeer      | Daniela di Toro Lucy Shuker         | 6–1, 6–3         |
| Ganadora      | 2009 | Abierto de Estados Unidos | Dura       | Esther Vergeer      | Daniela di Toro Florence Gravellier | 6–2, 6–2         |

### Finales de Masters individuales
| Posición      | Año  | Ciudad    | Superficie | Adversario     | Puntuación          |
| Subcampeonato | 2007 | Ámsterdam | Dura       | Esther Vergeer | 3–6, 4–6            |
| Subcampeonato | 2008 | Ámsterdam | Dura       | Esther Vergeer | 2–6, 6–3, 0–6       |
| Subcampeonato | 2009 | Ámsterdam | Dura       | Esther Vergeer | 6–2, 6–7 (5–7), 2–6 |

### Finales Dobles Masters
| Posición      | Año  | Ciudad  | Superficie | Compañero       | Adversario                        | Puntuación     |
| Ganadora      | 2004 | Brescia | Dura       | Jiske Griffioen | Brigitte Ameryckx Sharon Walraven | 6–4, 6–2       |
| Subcampeonato | 2007 | Bérgamo | Dura       | Maaike Smit     | Jiske Griffioen Esther Vergeer    | Round Robin    |
| Ganadora      | 2009 | Bérgamo | Dura       | Esther Vergeer  | Jiske Griffioen Aniek van Koot    | 7–6 (7–2), 6–4 |

### Finales individuales paralímpicas
| Posición      | Año  | Ciudad  | Superficie | Adversario     | Puntuación          |
| Subcampeonato | 2008 | Beijing | Dura       | Esther Vergeer | 2–6, 6–4, 6–7 (5–7) |

### Finales de dobles paralímpicos
| Posición | Año  | Ciudad  | Superficie | Compañero       | Adversario                     | Puntuación          |
| Ganadora | 2008 | Beijing | Dura       | Sharon Walraven | Jiske Griffioen Esther Vergeer | 2–6, 7–6 (7–4), 6–4 |